# Prisaftale
En prisaftale er en ulovlig aftale mellem to eller flere erhvervsdrivende om, hvorledes prisdannelsen skal være. De er stridende imod Konkurrenceloven, dersom de vedrører omsætningsforhold af en vis betydning.